# Bogați
Bogați là một xã thuộc hạt Argeș, România. Dân số thời điểm năm 2002 là 5000 người.